# 克羅列韋茨

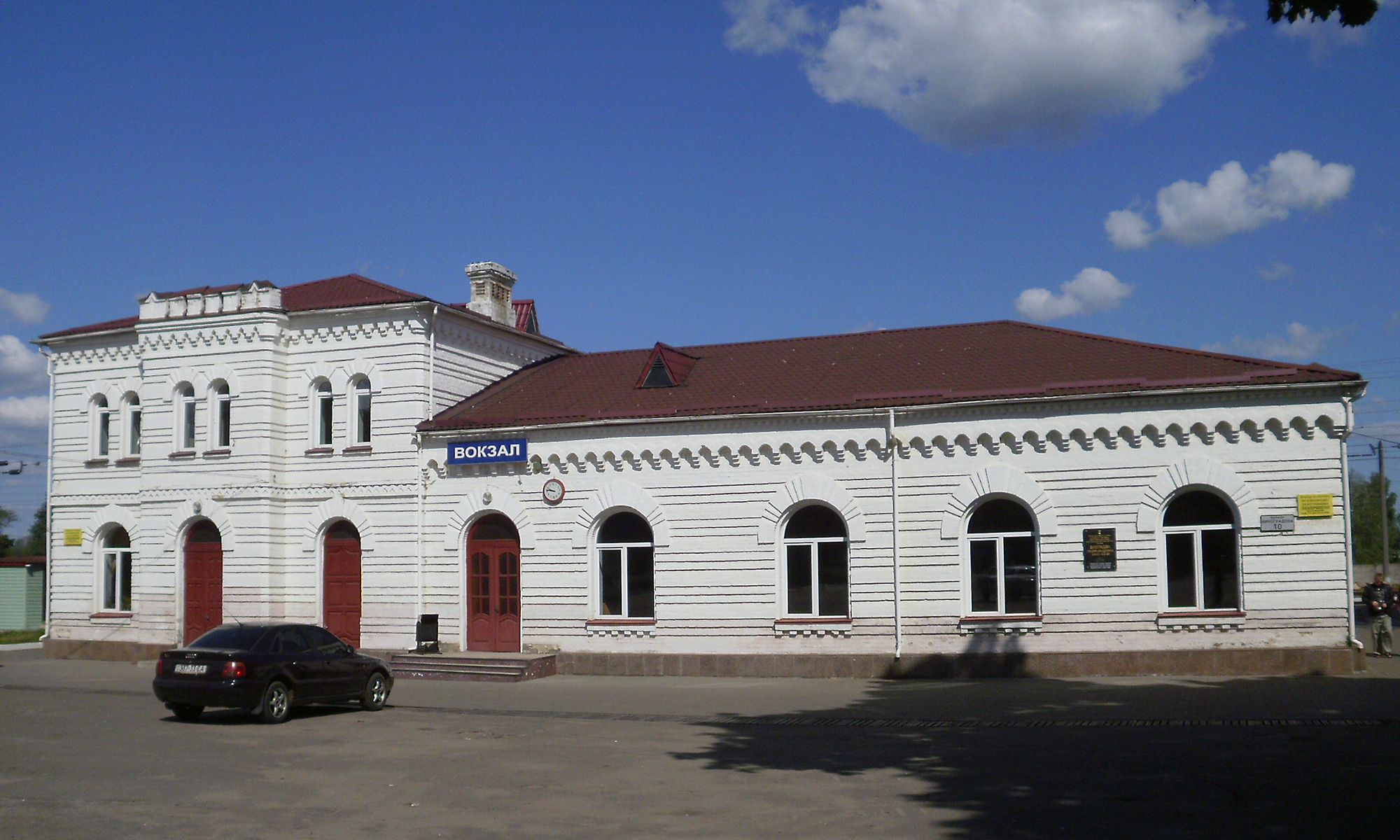
火车站

克罗列韦茨（烏克蘭語：Кролевець，國際音標：[kroˈɫeˈʋɛt͡sʲ] ⓘ）是烏克蘭北部蘇梅州科諾托普區克罗列韦茨市镇内的城市及行政中心。距離州府蘇梅149公里，始於1601年，面積31.54平方公里，海拔高度156米，人口20,000。